# アダム・リース (天体物理学者)
アダム・ガイ・リース（英: Adam Guy Riess、1969年12月16日 - ）はアメリカ合衆国の天体物理学者。ワシントンD.C.生まれ。宇宙の加速膨張の観測に関する研究で、2011年ノーベル物理学賞受賞。

## 来歴
アメリカのワシントンD.C.でドイツから移民したユダヤ系家庭に生まれ、ニュージャージー州のウォーレンで育った。ニュージャージー州の高校を1988年に卒業。マサチューセッツ工科大学を1992年に卒業。在学中はファイ・デルタ・シータ友愛会のメンバーだった。
1996年に、ロバート・キルシュナーの指導のもとハーバード大学から博士号を受ける。博士論文（超新星に関する研究）により、1999年に太平洋天文学会からRobert J. Trumpler Awardを受賞。
カリフォルニア大学バークレー校のミラー研究所フェローを経て、1999年に宇宙望遠鏡科学研究所研究員となり、2005年からはジョンズ・ホプキンス大学教授となる。また、2006年にショウ賞天文学部門を受賞。その後、同賞の選考委員となっている。
1998年に発表した、宇宙の加速膨張の観測に関する研究で、ソール・パールマッター、ブライアン・P・シュミットと共に、2011年ノーベル物理学賞受賞。

## 賞歴
- ヘレン・B・ワーナー賞（2002年）
- ショウ賞天文学部門（2006年）
- トムソン・ロイター引用栄誉賞（2010年）
- アルベルト・アインシュタイン・メダル（2011年）
- ノーベル物理学賞（2011年）
- 基礎物理学ブレイクスルー賞（2015年）